# Circuito del Garda 1948
Il Circuito del Garda 1948 è stato un Gran Premio di automobilismo della stagione 1948.

## Qualifiche
Risultati delle qualifiche.
| Pos | Nr | Pilota          | Scuderia            | Vettura        | Tempo    |
| --- | -- | --------------- | ------------------- | -------------- | -------- |
| 1   |    | Nino Farina     | Scuderia Ferrari    | Ferrari 125 F1 | 8'5"800  |
| 2   |    | Bruno Sterzi    | Privato             | Ferrari 166 F2 | 8'26"200 |
| 3   |    | Gigi Villoresi  | Scuderia Ambrosiana | Maserati A6GCS |          |
| 4   |    | Giovanni Bracco | Privato             | Ferrari 166 F2 | 8'39"800 |

## Gara

### Risultati
Risultati finali della gara.
| Pos | Nr | Pilota                                   | Scuderia            | Vettura          | Giri | Tempo/Ritiro |
| --- | -- | ---------------------------------------- | ------------------- | ---------------- | ---- | ------------ |
| 1   | 6  | Nino Farina                              | Scuderia Ferrari    | Ferrari 125 F1   | 18   |              |
| 2   | 34 | Bruno Sterzi                             | Privato             | Ferrari 166 S    | 18   |              |
| 3   | 20 | Gigi Villoresi                           | Scuderia Ambrosiana | Maserati A6GCS   | 18   |              |
| 4   | 2  | Soave Besana                             | Privato             | Ferrari 166 SC   | 18   |              |
| 5   | 10 | Eugene Chaboud                           | Ecurie France       | Talbot-Lago T26C | 18   |              |
| 6   | 14 | Ferdinando Righetti / Clemente Biondetti | Privato             | Ferrari 166 SC   | 18   |              |
|     | 7  | Pierre Levegh                            | Privato             | Talbot-Lago T26C | 17   |              |
| 8   | 22 | Igor Troubetskoy                         | Privato             | Ferrari 166 SC   | 16   |              |
| 9   | 8  | Cuth Harrison                            | Privato             | ERA Tipo B       | 8    |              |
| Rit | 38 | Gianpiero Bianchetti                     | Privato             | Ferrari 166 SC   |      |              |
| Rit | 48 | Ugo Bornioli                             | Privato             | Cisitalia D46    |      |              |
| Rit | 24 | Federico Pariani                         | Privato             | Cisitalia D46    |      |              |
| Rit | 18 | Giovanni Bracco                          | Privato             | Ferrari 166 C    |      |              |
| Rit | 28 | Emilio Romano                            | Privato             | Maserati A6GCS   |      |              |

Note
Giro veloce:  Nino Farina (8'9"400).